# Vincenzo Montefusco
Vincenzo Montefusco (Nápoles, Italia, 26 de abril de 1945), es un exfutbolista, entrenador y dirigente deportivo italiano. Se desempeñaba como mediocampista.

## Trayectoria

### Como futbolista
Se formó en las categorías inferiores del club de su ciudad, el Napoli, debutando con el primer equipo en 1962 en Copa de Italia y el 10 de febrero de 1963 en la Serie A ante el Genoa, marcando un gol. Pese a su joven edad, se ganó un sitio de titular en el mediocampo napolitano, junto a su amigo y conciudadano Antonio Juliano, al lado de jugadores de renombre como José Altafini, Omar Sívori, Angelo Sormani y Dino Zoff.
Militó con la camiseta azzurra hasta 1977, siendo cedido a préstamo a otros equipos en tres ocasiones: al Foggia (1970/71), al Vicenza (1972/73) y al Taranto (1974/75 en la Serie B). Su último partido oficial fue el 29 de junio de 1977 contra el Bologna, saludando a los hinchas con el gol de la victoria. Con el Napoli ganó dos Copas de Italia (1961/62 y 1975/76).

### Como entrenador
Después de una breve experiencia como técnico del Nuovo Posillipo Napoli, en la Serie D, hizo su verdadero debut en el banquillo del Cassino, en la Serie C2, logrando salvar al equipo de un probable descenso. Gracias a este éxito fue contratado por el Paganese, con el que ganó el campeonato de Serie C2 y rozó, el año siguiente, el ascenso a la Serie B. Tuvo menos suerte en el banquillo del Campobasso, donde fue cesado en la quinta fecha por divergencias con el presidente y los malos resultados.
Tras un año en el Casertana, donde obtuvo el quinto lugar en la Serie C1, en 1983 pasó al Campania de Nápoles, pero fue destituido. En la temporada de Serie C1 1984/85 obtuvo buenos resultados como entrenador del Cosenza, sin embargo el año siguiente fue cesado otra vez. Tuvo experiencias negativas también en los banquillos de Juve Stabia, donde se dimitió tras sólo dos meses, y Nocerina, al que no logró salvar del descenso, después de perder el desempate con el Catania. En 1988 volvió al Casertana por un año, para luego entrenar a Empoli, Baracca Lugo y Pisa.
En 1995 se convirtió en el técnico de la categoría juvenil Primavera de su antiguo club, el Napoli. En 1997 el presidente Corrado Ferlaino le confió el banquillo del primer equipo, después de cesar a Luigi Simoni. Montefusco también en las dos temporadas siguientes volvió a entrenar al primer equipo, en años de crisis caracterizados por el alternarse de varios técnicos y el descenso a la Serie B: el comienzo de un inestable período que terminó sólo con la llegada de Aurelio De Laurentiis.
En 2008 fue nombrado director deportivo del Real Marcianise, club campano que en ese entonces militaba en la tercera división italiana.

## Clubes

### Como futbolista
| Club       | País   | Año       |
| ---------- | ------ | --------- |
| SSC Napoli | Italia | 1961-1970 |
| US Foggia  | Italia | 1970-1971 |
| SSC Napoli | Italia | 1971-1972 |
| LR Vicenza | Italia | 1972-1973 |
| SSC Napoli | Italia | 1973-1974 |
| AS Taranto | Italia | 1974-1975 |
| SSC Napoli | Italia | 1975-1977 |

### Como entrenador
| Club                   | País   | Año       |
| ---------------------- | ------ | --------- |
| Nuovo Posillipo Napoli | Italia | 1977-1978 |
| SS Cassino             | Italia | 1978-1979 |
| US Paganese            | Italia | 1979-1981 |
| US Campobasso          | Italia | 1981-1982 |
| US Casertana           | Italia | 1982-1983 |
| SSC Campania           | Italia | 1983-1984 |
| Cosenza Calcio         | Italia | 1984-1986 |
| SS Juve Stabia         | Italia | 1986-1987 |
| AC Nocerina            | Italia | 1987-1988 |
| US Casertana           | Italia | 1988-1989 |
| Empoli FC              | Italia | 1989-1991 |
| US Baracca Lugo        | Italia | 1991-1992 |
| Pisa Calcio            | Italia | 1992-1993 |
| SSC Napoli (Primavera) | Italia | 1995-1997 |
| SSC Napoli             | Italia | 1997      |
| SSC Napoli (Primavera) | Italia | 1997-1998 |
| SSC Napoli             | Italia | 1998      |
| SSC Napoli (Primavera) | Italia | 1998-1999 |
| SSC Napoli             | Italia | 1999      |

## Palmarés

### Como futbolista
| Título         | Club       | País   | Año     |
| -------------- | ---------- | ------ | ------- |
| Copa de Italia | SSC Napoli | Italia | 1961-62 |
| Copa de Italia | SSC Napoli | Italia | 1975-76 |

### Como entrenador
| Título   | Club        | País   | Año     |
| -------- | ----------- | ------ | ------- |
| Serie C2 | US Paganese | Italia | 1979-80 |